# Бегалин, Мажит Сапаргалиевич
Мажи́т Сапаргали́евич Бега́лин (каз. Мәжит Сапарғалиұлы Бегалин; 22 февраля 1922, Семипалатинская губерния, Казакская АССР — 5 мая 1978, Москва, СССР) — советский и казахский киноактёр, кинорежиссёр и сценарист. Заслуженный деятель искусств Казахской ССР (1966).

## Биография
Родился в Абралинском районе Семипалатинской области. Происходит из подрода байбори рода каракесек племени аргын.
В девятилетнем возрасте с семьёй переехал в город Алма-Ату, когда его отца, писателя Сапаргали Бегалина, назначили главным редактором газеты «Турксиб».
В выпускном классе школы, окончил нулевой курс Горного института, планировал стать маркшейдером. Но с началом Великой Отечественной войны, так и успев получить аттестат, он ушёл на фронт. Весной 1943 года вернулся домой без правой руки. В том же году поступил во ВГИК, в мастерскую С. А. Герасимова и Т. Ф. Макаровой. В 1948 году успешно окончил режиссёрский факультет ВГИКа. После окончания учёбы работал на киностудии Мосфильм, был вторым режиссёром в фильмах «Молодая гвардия», который снимал его педагог Сергей Герасимов, и в «Падении Берлина» Михаила Чиаурели.
Вернувшись в Казахстан, с 1949 года работал художественным руководителем на киностудии «Казахфильм»,
В 1974 году Бегалин снял фильм «Степные раскаты». В нём сыграла его жена Людмила (Олеся) Иванова, а одну из главных ролей исполнил их сын Нартай. Однако фильм так и не вышел на экраны. Он был «положен на полку» за «неправильное освещение истории гражданской войны в Казахстане». Есть версия, что гонения на картину привели к смерти Мажита Бегалина. Фильм был показан лишь в 2002 году по казахстанскому телевидению в дни, когда отмечалось 80-летие со дня рождения режиссёра фильма.
Скончался 5 мая 1978 года, похоронен на Кенсайском кладбище.

## Награды и звания
- Заслуженный деятель искусств Казахской ССР (1966)
- Серебряная медаль имени А. П. Довженко (1972) —за произведения на героико-патриотическую тему
- Орден «Знак Почёта» (3 января 1959) — за выдающиеся заслуги в развитии казахского искусства и литературы и в связи с декадой казахского искусства и литературы в гор. Москве

## Семья
Отец — известный казахский писатель Бегалин, Сапаргали Искакович.
Жена — актриса Людмила (Олеся) Иванова (1925—1995). Сын — актёр и каскадёр Нартай Бегалин (1951—1993) (Война и мир, Тегеран-43, Одиночное плавание, Пираты XX века).

## Фильмография
Режиссёр:
- 1955 — Это было в Шугле
- 1957 — Его время придёт
- 1959 — Возвращение на землю
- 1964 — Следы уходят за горизонт
- 1967 — За нами Москва
- 1974 — Песнь о Маншук
- 1974 — Степные раскаты

Сценарист
- 1967 — За нами Москва

Художественный руководитель
- 1972 — Лесная баллада

Роли в кино:
- 1971 — Ночь на 14-й параллели — Кхам Бут